# 2 Pistols
2 Pistols, de son vrai nom Jeremy Lemont Saunders , né le 11 juin 1983 à Tarpon Springs, en Floride, est un rappeur et auteur-compositeur américain. Il compte deux albums et plusieurs singles et mixtapes. Il signe avec Universal en 2007. Sa collaboration avec T-Pain sur la chanson She Got It atteint la septième place du Rhythmic Top 40 en 2008, et la deuxième place du Billboard Hot Rap Tracks,.

## Biographie
À son adolescence, Sanders s'implique dans des activités criminelles, et est incarcéré en 2005 pendant huit mois. Après ça, il s'implique dans la musique et forme un groupe appelé Blood Money Union, qui comprend plusieurs DJs, producteurs et rappeurs. Le premier succès de Saunders dans le rap est publié par lui-même et s'intitule Dirty Foot, une chanson qu'il a écrite au lycée et distribuée dans la zone de Tarpon Springs avec l'aide de son cousin.
Son premier album, Death Before Dishonor, est publié le 7 juin 2008 et fait notamment participer J.U.S.T.I.C.E. League, Da Honorable C.N.O.T.E, et Bolo Da Producer. Des chansons de l'album incluent You Know Me feat. Ray J et Thats My Word feat. Trey Songz, ainsi que She Got It. L'album atteint la 32e place du Billboard 200, et la 10e place des Billboard Top RnB/Hip Hop Albums. En février 2014, l'album Comin Back Hard est publié au label Stage One Music.

## Discographie

### Albums studio
| Titre                 | Détails                                                                           | Meilleure position | Meilleure position | Meilleure position |
| Titre                 | Détails                                                                           | US                 | US R&B             | US Rap             |
| --------------------- | --------------------------------------------------------------------------------- | ------------------ | ------------------ | ------------------ |
| Death Before Dishonor | - Sortie : 17 juin 2008 - Label : Universal Records - Format : CD, téléchargement | 32                 | 10                 | 6                  |
| Comin Back Hard       | - Sortie : 4 février 2014 - Label : Stage One Music - Format : CD, téléchargement | —                  | —                  | —                  |

### Mixtapes
- 2007 : The Jimmy Jump Introduction (Hosted by DJ Smallz)[7]
- 2009 : Live From the Kitchen (Hosted By DJ Kid Hustle and DJ Hot Rod)[8]
- 2010 : 10-20-Life (with Bigga Rankin) (2010)[9]
- 2010 : Hollow Tip Music (w/ DJ Dammit)[10]
- 2010 : Back 4 The 1st Time (Hosted by DJ Hitz and DJ Woogie)[11]
- 2011 : The Rapture (Hosted by DJ Spiniatik)[12]
- 2011 : Mr. P (Hosted by DJ Dammit)[13]
- 2012 : Arrogant (street album) (Hosted by DJ Scream)[14]

### Singles
| Title                                     | Année | Meilleure position | Meilleure position | Meilleure position | Certifications | Album                 |
| Title                                     | Année | US                 | US R&B             | US Rap             | Certifications | Album                 |
| ----------------------------------------- | ----- | ------------------ | ------------------ | ------------------ | -------------- | --------------------- |
| She Got It (featuring T-Pain & Tay Dizm)  | 2007  | 24                 | 9                  | 2                  | - US : Platine | Death Before Dishonor |
| You Know Me (featuring Ray J)             | 2007  | –                  | 6                  | 7                  | 3              | Death Before Dishonor |
| Lights Low (featuring C-Ride & Young Joe) | 2009  | –                  | 7                  | 93                 | 13             | NC                    |
| Know That (featuring French Montana)      | 2013  | –                  | 7                  | 2                  |                | Comin Back Hard       |